# Anisodes punctulosa
Anisodes punctulosa är en fjärilsart som beskrevs av W. Warren 1904. Anisodes punctulosa ingår i släktet Anisodes och familjen mätare. Inga underarter finns listade i Catalogue of Life.